# Alkoholyse
Die Alkoholyse ist die Spaltung einer chemischen Verbindung durch Reaktion mit einem Alkohol. Dabei wird formal ein Wasserstoffatom an das eine „Spaltstück“ abgegeben, das verbleibende Alkoholat wird an das andere Spaltstück gebunden. Die Alkoholyse fällt unter den Oberbegriff „Solvolyse“ – eine nukleophile Substitution, bei der das Lösemittel selbst das Nukleophil ist.

## Reaktionsbeispiele

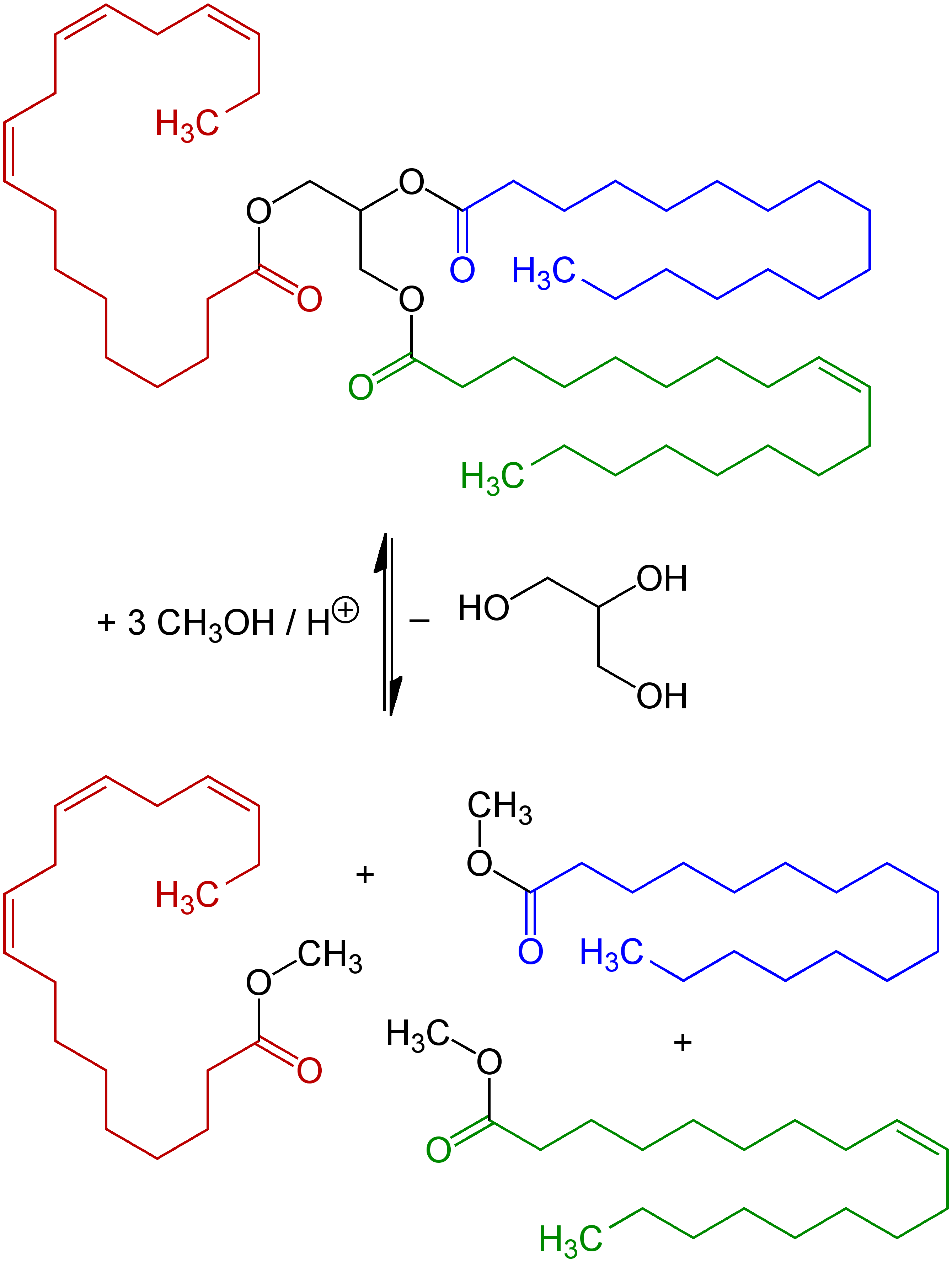
Beispiel für die säurekatalysierte Umesterung eines natürlichen Triglycerids (oben) in Fetten und Ölen. Der blau markierte Fettsäurerest ist gesättigt, der grün markierte ist einfach, der rot markierte dreifach ungesättigt. Bei der Gleichgewichtsreaktion wird Glycerin abgespalten und es entsteht FAME (unten), ein Gemisch von Fettsäuremethylestern (Biodiesel), im Beispiel drei verschiedene.

- Bei der Alkoholyse eines Carbonsäureanhydrids entstehen ein Ester und eine Carbonsäure.
- Ein  Carbonsäurehalogenid reagiert mit einem Alkoholen zu einem Ester  und Halogenwasserstoff. Die Umsetzung von Alkoholen mit Carbonsäurechloriden in Gegenwart einer Alkalilauge ist als Schotten-Baumann-Methode bekannt, dabei entsteht als Nebenprodukt das Halogenid des Alkalimetalls (z. B. Natriumchlorid).
- Analog sind aus anorganischen Säurehalogeniden die entsprechenden Ester erhältlich; so ergibt Phosphoroxychlorid Phosphorsäureester und Chlorwasserstoff.
- Die Alkoholyse von Carbonsäureestern ergibt ein Gleichgewichtsgemisch aus beiden möglichen Estern und Alkoholen. Diese Umsetzung kann durch Säure oder Basen katalysiert werden.[1] Meist wird dabei ein Ester eines niedermolekularen Alkohols in einen Ester eines höhermolekularen Alkohols umgewandelt, wobei der niedermolekulare Alkohol destillativ aus dem Reaktionsgemisch entfernt wird.– Die Umkehrung besitzt industrielle Bedeutung: Fette (Glycerinester von Fettsäuren) – beispielsweise Rapsöl – werden durch saure oder basische Katalyse in Gegenwart von Methanol in Fettsäuremethylester (Biodiesel) und Glycerin umgewandelt.
- Bei der Alkoholyse von Alkylhalogeniden, Alkylsulfonaten oder Alkylsulfaten  entstehen Ether. Üblicherweise verwendet man hier aber wegen der höheren Nukleophilie Alkoholate (Williamson-Ethersynthese) statt der entsprechenden Alkohole.